# Liste des cardinaux créés par Martin V
Le pape Martin V (1417-1431) a créé 15 cardinaux dans 4 consistoires et 2 cardinaux in pectore publiés par Eugène IV.

## 23 juin 1419
- Baldassare Cossa, évêque de Frascati, deviendra l'antipape Jean XXIII.

## 23 juillet 1423
- Domingo Ram i Lanaja, Can. Reg. de Saint-Augustin, évêque de Lérida
- Domenico Capranica, évêque de Fermo

## 24 mai 1426
- Jean de la Rochetaillée, archevêque de Rouen
- Louis Aleman, C.R.S.J., archevêque d'Arles
- Henry Beaufort, évêque de Winchester
- Johann von Bucka, O. Praem., évêque d'Olomouc, administrateur de  Leitomischl et Prague
- Antonio Casini, évêque de Sienne
- Niccolò Albergati, O.Carth., évêque de Bologne
- Raimond Mairose, évêque de Castres
- Juan de Cervantes, archidiacre de Séville
- Ardicino della Porta, senior, avocat consistoriel
- Hugues de Lusignan, archevêque de Nicosie et patriarche latin de  Jérusalem
- Prospero Colonna, neveu du pape, protonotaire apostolique
- Giuliano Cesarini, seniore, auditeur de la Rote romaine

## 8 novembre 1430
- Juan Casanova, O.P., évêque d'Elne, in pectore
- Guillaume de Montfort, évêque de Saint-Malo, in pectore